# Antti Hyry

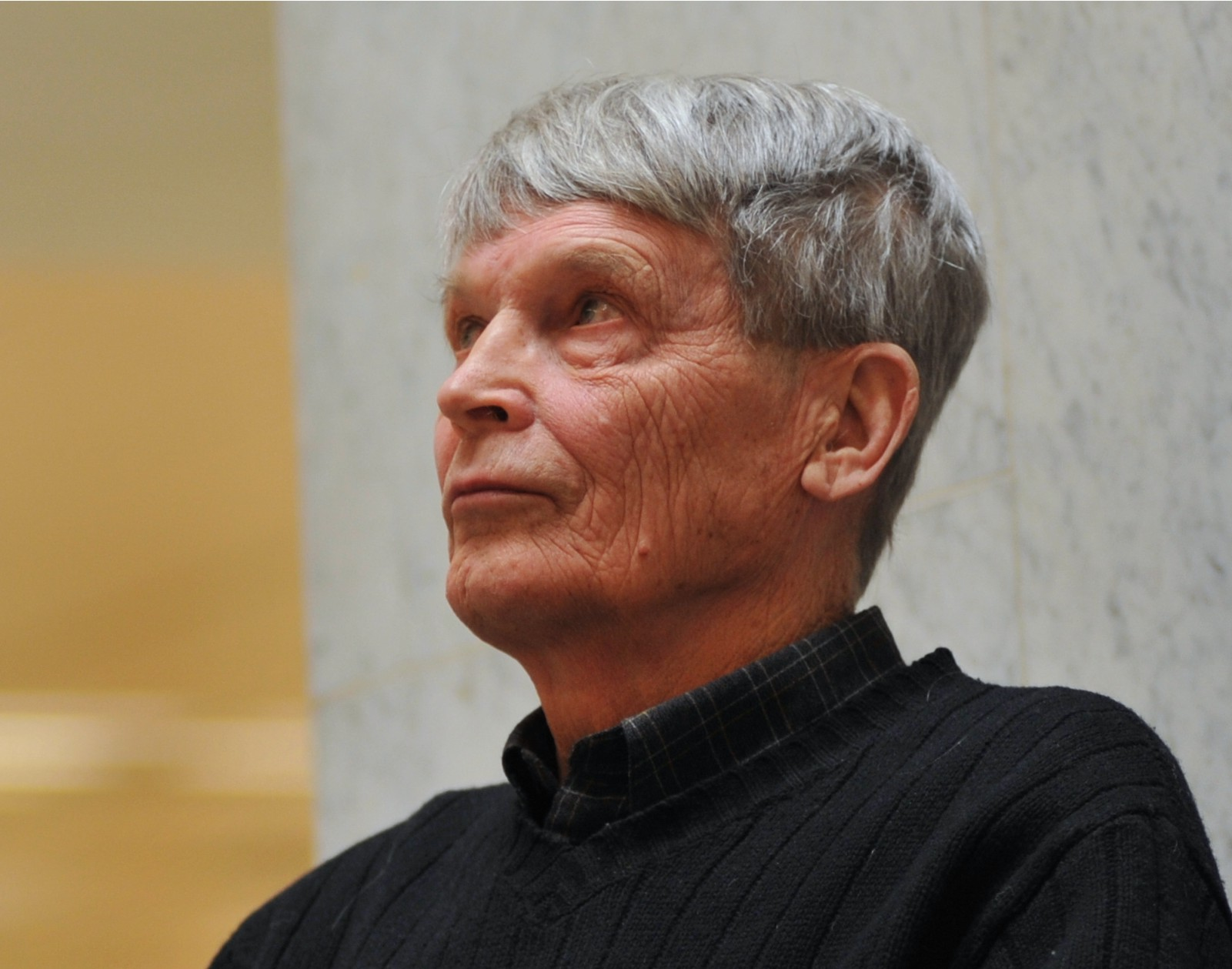
Antti Hyry (2010)

Antti Kalevi Hyry (20. Oktober 1931 in Kuivaniemi, Nordösterbotten – 4. Juni 2016 in Espoo) war ein finnischer Schriftsteller.
Hyry wurde 1931 in Nordfinnland geboren. Nach einem Ingenieurstudium begann er 1958 mit der Veröffentlichung von Erzählungen und Romanen, die oft die Zeit von Kindheit und früher Jugend reflektieren und sich durch eine annähernd fotorealistisch-dokumentarische Genauigkeit in der unaufgeregten Schilderung alltäglichen Geschehens auszeichnen. 2009 erhielt Hyry mit dem Finlandia-Preis für den Roman Uuni den renommiertesten finnischen Literaturpreis.
Er war verheiratet mit Maija Hyry.

## Auszeichnungen (Auswahl)
- 1972: Orden des Löwen von Finnland: Medaille Pro Finlandia
- 1978: Aleksis-Kivi-Preis
- 1987: Danke-für-das-Buch-Medaille für Kertomus
- 2005: Eino-Leino-Preis[2]
- 2009: Finlandia-Preis für Uuni (dt. Ofen)

## Werke auf Deutsch
- Erzählungen, üb. v. Manfred Peter Hein. Suhrkamp, Frankfurt am Main 1965; erneut: Klett-Cotta, Stuttgart 1983
- Vater und Sohn, Roman, üb. v. Rudolf Semrau. Hinstorff, Rostock 1977; in anderer Übersetzung: Ein Vater und sein Sohn, Roman, Deutsche Verlags-Anstalt, Stuttgart (heute: München) 1982
- Daheim, üb. v. Josef Guggenmos. Klett-Cotta, Stuttgart 1980